# Українська література в загальноосвітній школі (журнал)
«Українська література в загальноосвітній школі» — український науково-методичний журнал. Виходить щомісяця. Видається з січня 1999 року. Головний редактор — Н. М. Логвіненко, кандидат педагогічних наук. Формат: чорно-білий журнал з кольоровою обкладинкою, без реклами.

## Тематика
У журналі публікують статті, присвячені питанням методики викладання української літератури, методичні рекомендації, розробки уроків, виховних годин тощо.